# Bom & Hi
BOM & HI là một cựu nhóm nhạc nữ nhỏ Hàn Quốc được thành lập bởi YG Entertainment vào năm 2013 hợp tác với Samsung Music. Các thành viên là Park Bom (Main vocal của 2NE1) và Lee Hi. Bộ đôi này đã ra mắt với đĩa đơn "All I Want For Christmas Is You", một bản cover kinh điển của nữ ca sĩ người Mỹ Mariah Carey. Đến năm 2016 thì nhóm không tồn tại vì Park Bom đã rời YG.

## Thành viên
| Thành viên | Tên bản ngữ | Họ tên đầy đủ | Hán-Việt  | Ngày sinh           | Vị trí   |
| ---------- | ----------- | ------------- | --------- | ------------------- | -------- |
| Park Bom   | 박봄        | Park Bom      | Phác Xuân | 24 tháng 3 năm 1984 | Vocalist |
| Lee Hi     | 이하이      | Lee Ha Yi     | Lý Hà Di  | 23 tháng 9 năm 1996 | Vocalist |

## Discography

### Đĩa đơn
- All I Want For Christmas Is You (2013)